# Wat Ek Phnom
Wat Ek Phnom es un templo angkoriano de principios del siglo XI ubicado a la orilla izquierda del río Sangkae a 13 km al norte de la ciudad de Battambang en el noroeste de Camboya. Se trata de un templo Hindú construido durante el reinado del rey Suryavarman I. Aunque en gran medida en ruinas, el templo sobresale por sus bien tallados dinteles y frontones.

## El sitio
Una enorme estatua de un Buda sentado de lleva a la pagoda budista moderna de Ek Phnom rodeada de 18  árboles de Bodhi . El recinto es un lugar de pícnic muy popular entre los Jemeres. La pagoda abre el camino hacia las ruinas del antiguo templo hinduista construido en piedra arenisca y delimitado por un muro de Laterita y un Baray. El templo está formado por prasats construidos sobre una plataforma y mide 52 m de largo y 49 m de ancho . Parcialmente reducido a escombros solo las torres principales del templo han permanecido en pie, cuyos costados superiores están decorados con bajorrelieves.

## Los bajorrelieves
Los bajorrelieves representan escenas de la Mitología hinduista principalmente aludiendo a Krishna. Igual que Krishna, Suryavarman I desempeñó reformas del Estado de calado .

## Imágenes del nuevo templo de Ek Phnom

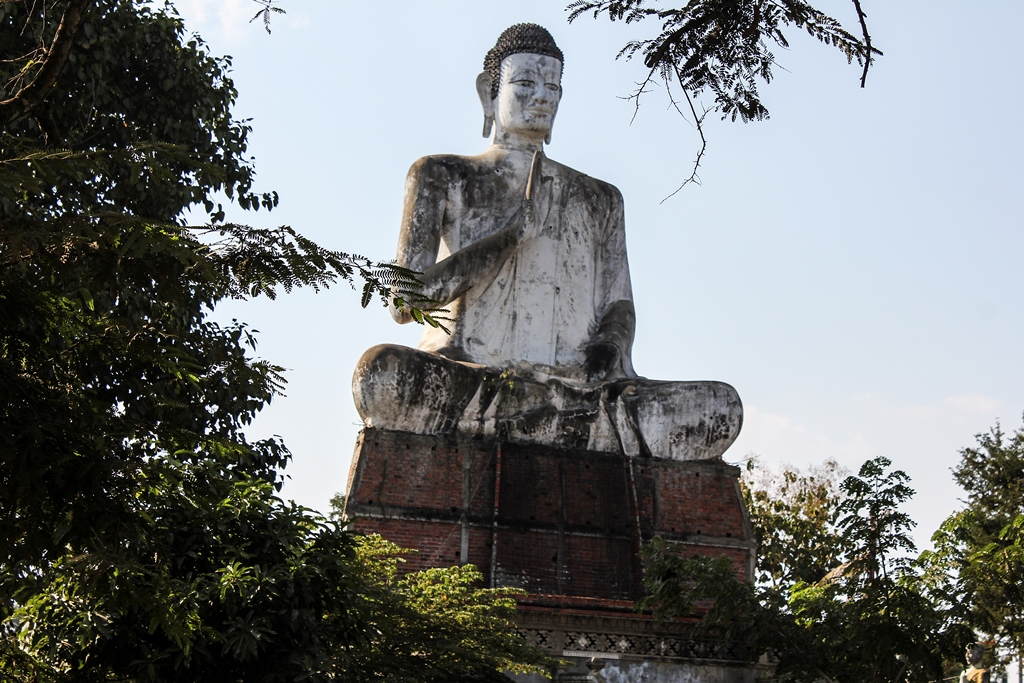
Estatua Buda
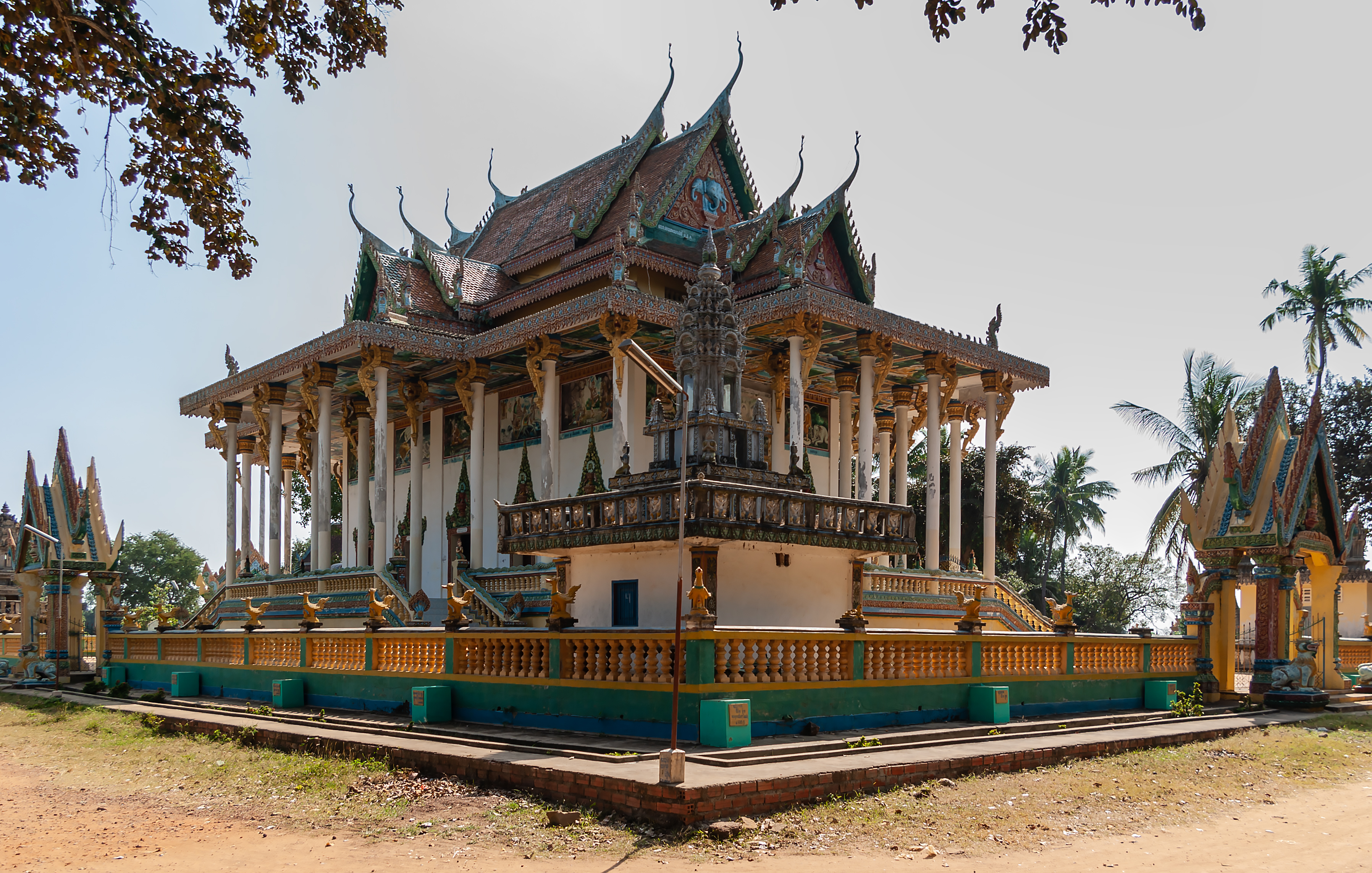
El moderno Wat Ek Phnom

## Imágenes del antiguo templo de Ek Phnom

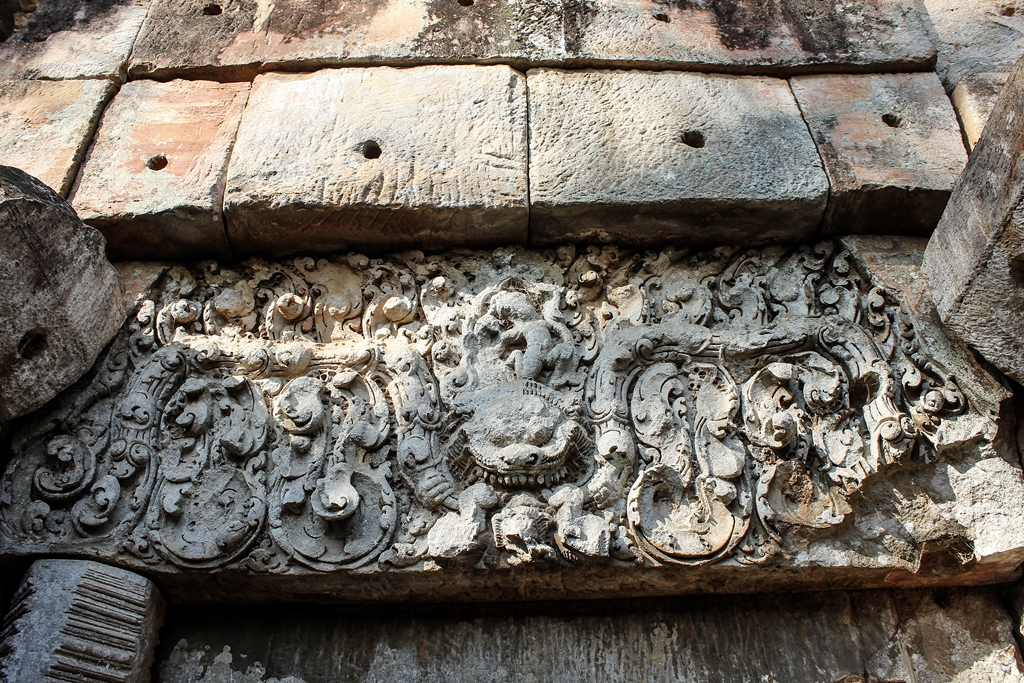
Dintel de la torre central: Krishna, montado sobre el símbolo del tiempo ‘Kala’, levantando la colina Góvardhana y luchando con la serpiente Kaliya
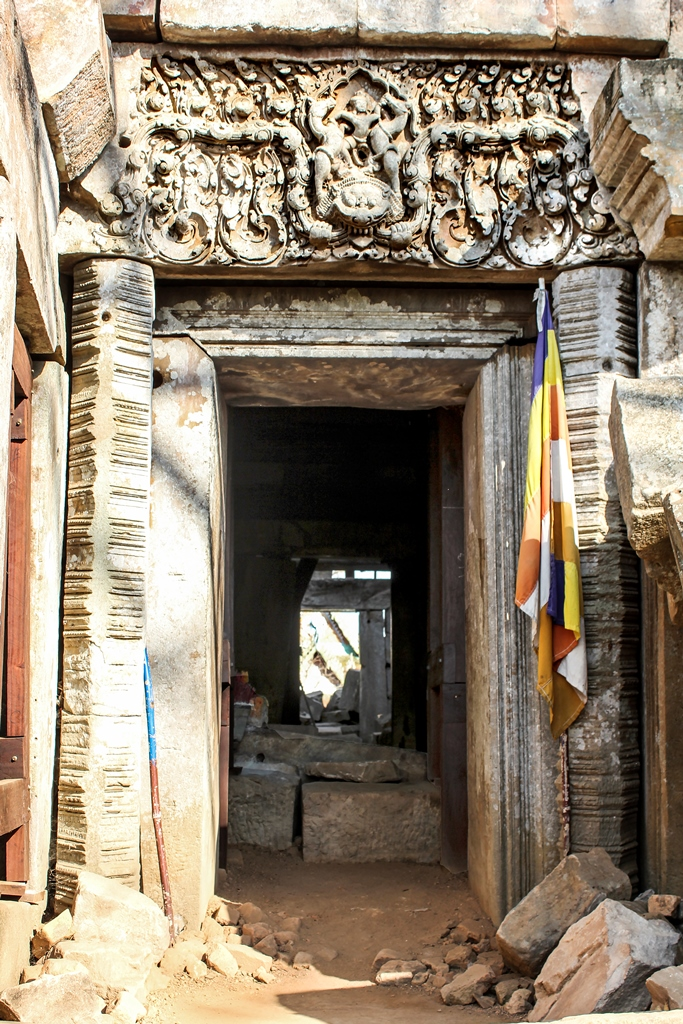
Dintel sobre la entrada norte: Krishna, montado sobre Kala, domesticando caballos
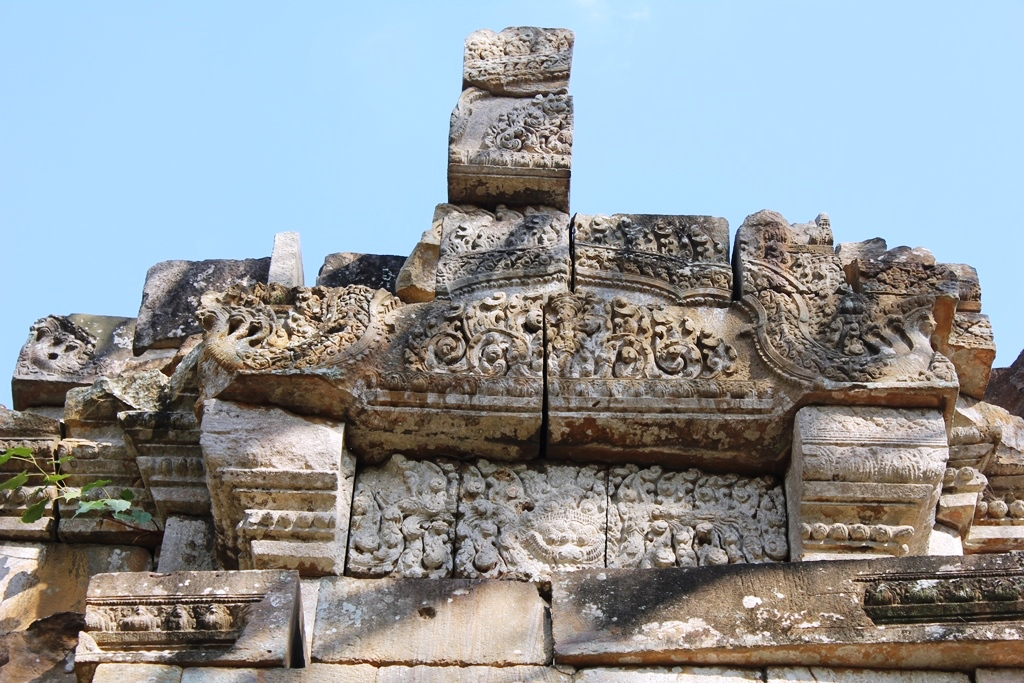
Dintel con frontón